# Nipponosaurus
Nipponosaurus is een geslacht van uitgestorven plantenetende ornithischische dinosauriërs, behorend tot de groep van de Euornithopoda, dat tijdens het Laat-Krijt leefde in het gebied van het huidige Rusland. De typesoort is Nipponosaurus sachalinensis.

## Vondst en naamgeving
Het fossiel werd eind november 1934 gevonden op het zuiden van Sachalin, Karafoeto, dat indertijd in handen was van Japan, tijdens werkzaamheden bij de bouw van een ziekenhuis voor de Kawakami-kolenmijn van het mijnbouwbedrijf Mitsoei, nabij het huidige Sinegorsk. Het werd verder opgegraven en bestudeerd door professor Takoemi Nagao van de Keizerlijke Universiteit van Hokkaido die de soort in 1936 beschreef en benoemde. De geslachtsnaam is afgeleid van Nippon, de Japanse naam van Japan; het was de eerste dinosauriër uit Japan — hoewel het gebied in 1945 geannexeerd werd door de Sovjet-Unie. De soortaanduiding verwijst naar Sachalin. In de zomer van 1937 werden nog wat resten van het skelet geborgen waarover Nagao in 1938 publiceerde.
Het holotype UHR 6590 bestaat uit een gedeeltelijk skelet met schedel van een jong dier, gevonden in de bovenste Jezoformatie die dateert van het Santonien-Campanien, ongeveer 85 miljoen jaar oud. Het bestaat uit de linkerachterzijde van de schedel en onderkaken, dertien halswervels, zes wervelcentra van de ruggenwervels, twee wervelcentra van de sacrale wervels, een bijna complete reeks van vijfendertig centra van de staartwervels, het linkerschouderblad, de onderkant van beide opperarmbeenderen, beide onderarmen en handen, het linkerdarmbeen, beide zitbeenderen en de vrijwel volledige achterste ledematen. Het skelet is daarmee ongeveer zestig procent compleet.
Begin eenentwintigste eeuw werd het specimen opnieuw geprepareerd en in 2004 opnieuw beschreven.

## Beschrijving

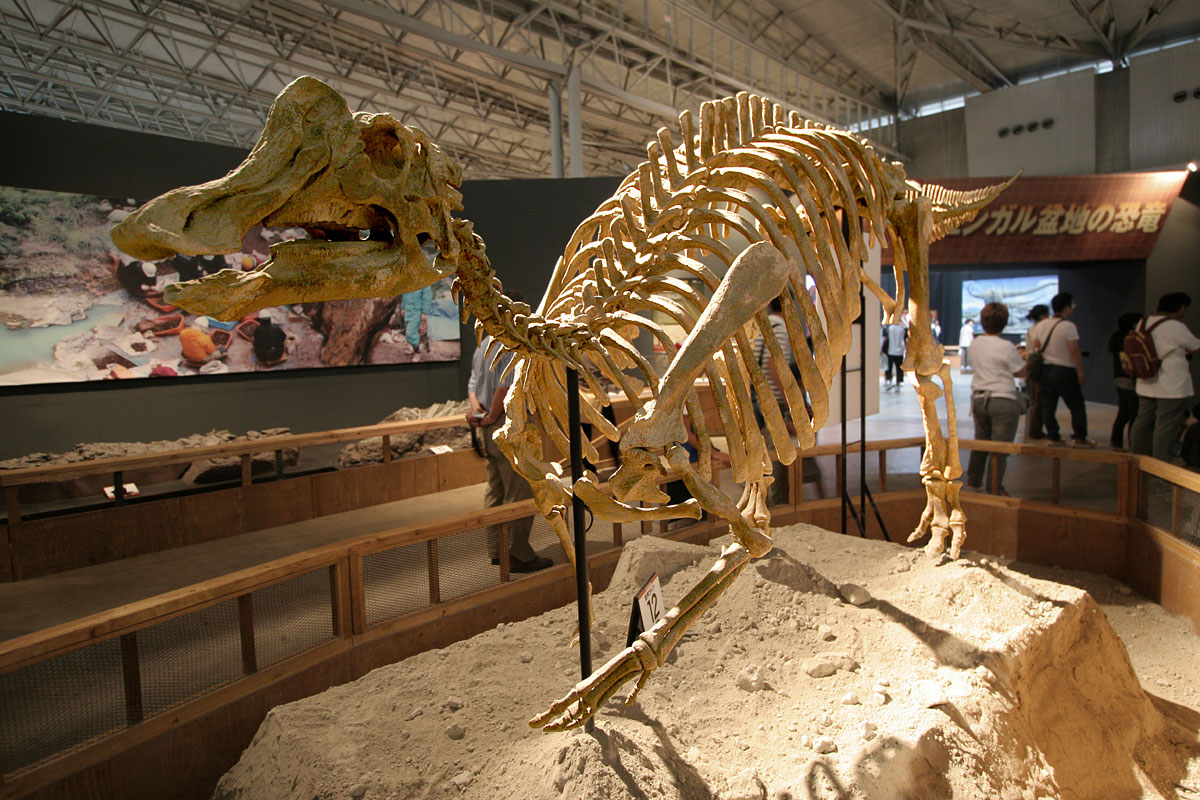
Het, zwaar gerestaureerde, holotype

Het holotype betreft een onvolwassen dier met een geschatte totale lengte van ongeveer vier meter. De schedel is opvallend kort met een licht afhangende snuit en grote oogkassen.
Unieke afgeleide eigenschappen, autapomorfieën, van Nipponosaurus zijn vermoedelijk het bezit van een grote processus coronoides, een uitsteeksel op het surangulare van de onderkaak, en het omhoog buigen van buitenste zijkant van de onderzijde van het eerste kootje van de vierde vinger. Mogelijke andere autapomorfieën zijn de vergroting van de voorkant van de gewrichtsknobbels aan de onderzijde van het dijbeen en het wigvormig binnendringen van het traanbeen van de vergroeiing van de praemaxilla en de maxilla. Een onderscheidend kenmerk is ook de geringe ontwikkeling van het doornuitsteeksel van de draaier maar dat kan een juveniel kenmerk zijn.

## Fylogenie
Nagao bracht Nipponosaurus onder bij de Trachodontidae, de huidige Hadrosauridae. Een kladistische analyse uit 2004 concludeerde dat het meer bepaaldelijk het zustertaxon was van Hypacrosaurus altispinus binnen de Lambeosaurinae. Het zou dus geen nomen dubium zijn zoals veel auteurs menen. Een analyse uit 2007 gaf een plaatsing in de engere Corythosaurini.